# Nidia Pardo
Nidia Rosa Pardo Marrugo (* 2. Oktober 1984) ist eine venezolanische Gewichtheberin.

## Karriere
Pardo Marrugo nahm 1999, 2001 und 2002 an den Junioren-Weltmeisterschaften teil, wobei ihr bestes Ergebnis ein siebter Platz 2002 war. 2007 wurde sie wegen eines Dopingverstoßes bis 2009 gesperrt. 2010 erreichte sie beim Simon-Bolivar-Cup den ersten Platz in der Klasse bis 63 kg. Bei den Südamerikameisterschaften 2012 gewann sie die Goldmedaille und bei den Panamerikanischen Meisterschaften 2012 Bronze. 2013 wurde sie bei den Panamerikanischen Meisterschaften Vierte und bei den Weltmeisterschaften Elfte. Außerdem gewann sie in diesem Jahr bei den Juegos Bolivarianos die Bronzemedaille.